# Thouinia macroptera
Thouinia macroptera är en kinesträdsväxtart som beskrevs av Giovanni Casaretto. Thouinia macroptera ingår i släktet Thouinia och familjen kinesträdsväxter. Inga underarter finns listade i Catalogue of Life.